# Karen Portch
Karen Lynn Portch (geb. 5. Juni 1959) ist eine ehemalige antiguanische Regattaseglerin.
Sie nahm an den Olympischen Spielen 1992 in Barcelona teil. Im Europe kam sie auf Rang 23.